# Lista de episódios de Chasing Life
Chasing Life é uma série de televisão estadunidense de drama desenvolvida por Susanna Fogel e Joni Lefkowitz, baseada na série mexicana Terminales, criada por Miguel Angel Fox. A série estreou pela ABC Family no dia 10 de junho de 2014 e foi renovada para uma segunda temporada no dia  06 de novembro de 2014 . No dia 02 de outubro de 2015, a série foi cancelada pelo canal.

## Resumo da Série
| Temporada | Temporada | Episódios | Exibição original   | Exibição original      |
| Temporada | Temporada | Episódios | Estreia             | Final                  |
| --------- | --------- | --------- | ------------------- | ---------------------- |
|           | 1         | 21        | 10 de junho de 2014 | 23 de março de 2015    |
|           | 2         | 13        | 6 de julho de 2015  | 28 de setembro de 2015 |

## Episódios

### Primeira temporada (2014–15)
| No. | Título                                       | Dirigido por     | Escrito por                    | Exibição original       |
| --- | -------------------------------------------- | ---------------- | ------------------------------ | ----------------------- |
| 1 | "Pilot"                                      | Steve Miner      | Susanna Fogel & Joni Lefkowitz | 10 de Junho de 2014     |
| Conhecemos April em um momento importante de sua vida: ela acaba de descolar uma oportunidade fantástica de impressionar seu editor do jornal de Boston, ao mesmo tempo em que seu romance com Dominic, o companheiro de trabalho sensual, começa a florescer. Porém, em uma grande virada dos acontecimentos, April vai parar no hospital onde seu tio, George, trabalha como oncologista. Ali, ela descobre a notícia devastadora de que está com câncer.                                                                                     |                                              |                  |                                |                         |
| 2 | "Help Wanted"                                | Steve Miner      | Susanna Fogel & Joni Lefkowitz | 17 de Junho de 2014     |
| Ao mesmo tempo em que descobre mais sobre seu câncer e as possibilidades de tratamento, April está determinada a não deixar a doença afetar seu progresso no trabalho. Uma nova tarefa de falar sobre o candidato Bruce Hendrie a leva a um encontro com Leo, o filho do entrevistado. Para completar, April ainda faz uma descoberta surpreendente sobre sua família. Já Sara faz progresso com seus encontros online mas sofre quando descobre que Brenna mentiu sobre suas atividades extracurriculares.                                     |                                              |                  |                                |                         |
| 3 | "Blood Cancer Sex Carrots"                   | Joanna Kerns     | Patrick Sean Smith             | 24 de Junho de 2014     |
| A reputação de payboy de Dominic é revelada a April, o que faz com que ela tenha dúvidas sobre o romance dos dois. Enquanto isso, Ben conhece a família de Sara durante um jantar pouco confortável. Para completar, April encontra um confidente inesperado em uma pessoa que faz o chamado "suco milagroso". |                                              |                  |                                |                         |
| 4 | "I'll Sleep When I'm Dead"                   | Steve Miner      | Josh Senter                    | 01 de Julho de 2014     |
| April acha cada vez mais complicado lidar não apenas com o aumento dos seus sintomas, como também as obrigações do trabalho e, ainda, com sua tentativa de ser uma filha e irmã que dá apoio. Após perder um compromisso importante, George exige que April coloque suas prioridades em ordem. Além disso, ela descobre mais a respeito de Leo Hendrie, mas ele logo presume quais são os verdadeiros motivos de April. Ao mesmo tempo, Brenna se aproxima de Greer, uma garota popular do colégio.                                             |                                              |                  |                                |                         |
| 5 | "The Family That Lies Together"              | Andy Wolk        | Linda Burstyn                  | 08 de Julho de 2014     |
| Dominic leva April para uma consulta com uma médium apenas por diversão, porém os resultados perturbam aos dois e levam Dominic a jogar limpo a respeito de um segredo de família. Mais tarde, quando seus próprios segredos de família se tornam grandes demais para carregar sozinha, April recruta a ajuda de Dominic para descobrir mais sobre sua "irmã", Natalie. Ao mesmo tempo, April recebe um diagnóstico oficial de George e a preocupação de Sara sobre a saúde da filha leva a um confronto.                                       |                                              |                  |                                |                         |
| 6 | "Clear Minds, Full Lives, Can't Eat"         | Steve Miner      | Ann Cherkis                    | 15 de Julho de 2014     |
| Os sintomas de April provenientes do câncer fazem com que ela perca seu apetite e levam Leo a encorajá-la a viver sua vida sem tanto medo. Enquanto isso, Sara se torna superprotetora com relação a April depois de saber do diagnóstico. Já Greer convida Brenna a uma festa para salvar as baleias. Isso faz com que Brenna comece a se sentir dividida entre sua relação com Kiernan e sua amizade mais próxima com Greer. |                                              |                  |                                |                         |
| 7 | "Unplanned Parenthood"                       | Melanie Mayron   | Benjamin C. Jones              | 22 de Julho de 2014     |
| April busca um médico de fertilidade para saber mais sobre suas opções antes de iniciar a quimioterapia e pede ajuda para o grupo de apoio sobre como dizer a Dominic que está com leucemia. Ela recebe a bençao de Leo para escrever um artigo que não elogia Bruce Hendrie, o que a faz ganhar alguns pontos de reconhecimento no trabalho. Ao mesmo tempo, George faz um esforço para ajudar Sara a lidar com suas emoções e com a pressão de cuidar de April. Para completar, Dominic recebe uma oferta surpreendente, capaz de mudar tudo. |                                              |                  |                                |                         |
| 8 | "Death Becomes Her"                          | Steve Miner      | Jeanne Leitenberg              | 29 de Julho de 2014     |
| Quando um pessoa amiga e colega do grupo de apoio se depara com o pior dos prognósticos, April começa a pensar mais na morte e na sua própria mortalidade. Assim, ela dispensa o trabalho e sai com Beth e com os outros amigos do grupo de apoio, onde descobre algo surpreendente a respeito de Leo. Enquanto isso, Brenna viaja para Miami com a escola e usa a oportunidade de conhecer Natalie, com a ajuda de Greer. |                                              |                  |                                |                         |
| 9 | "What to Expect When You're Expecting Chemo" | Melanie Mayron   | Lisa Melamed                   | 05 de Agosto de 2014    |
| April se prepara para a primeira sessão de quimioterapia e a estadia no hospital. Antes disso, ela tenta aproveitar alguns dias "normais", algo que vai por água abaixo graças ao drama de Leo, Beth e Sara. Ao mesmo tempo, Brenna tenta arranjar tempo tanto para Kieran quanto para Greer. |                                              |                  |                                |                         |
| 10 | "Finding Chemo"                              | Michael Grossman | Susanna Fogel & Joni Lefkowitz | 12 de Agosto de 2014    |
| April inicia seu tratamento, no entanto, ela começa a entrar em pânico durante a sessão de quimioterapia. Além disso, o confinamento no hospital cobra seu preço. Com tantas coisas acontecendo, a garota pede ajuda para uma pessoa inesperada. Ao mesmo tempo, Dominic encontra uma April completamente transformada quando retorna. |                                              |                  |                                |                         |
| 11 | "Locks of Love"                              | Lee Rose         | Susanna Fogel & Joni Lefkowitz | 09 de Dezembro de 2014  |
| Os avós de April fazem uma visita surpresa, e os Carvers celebram o Natal antecipado. A mensagem de voz enigmática de Leo é revelada, levando April e Leo a repensar o sua despedida. |                                              |                  |                                |                         |
| 12 | "Next April"                                 | Janice Cooke     | Ann Cherkis                    | 19 de Janeiro de 2015   |
| Após dois meses, April continua tentando lidar com as consequências do seu tratamento e decide contatar sua meia-irmã em busca de uma medula óssea compatível. |                                              |                  |                                |                         |
| 13 | "Guess Who's Coming to Donate?"              | Norman Buckley   | Josh Senter                    | 26 de Janeiro de 2015   |
| Natalie descobre que é compatível em 50% com April, porém, após descobrir o que acarreta a doação, ela repensa se deve realizar o procedimento. Leo não lida bem com as sequelas do coma, o que acarreta certa tensão. |                                              |                  |                                |                         |
| 14 | "Cancer Friends With Benefits"               | Steve Miner      | Linda Burstyn                  | 02 de Fevereiro de 2015 |
| Ao mesmo tempo em que tenta navegar nas águas da nova relação com Leo, April e Dominic passam uma noite extremamente estranha juntos, cobrindo o mesmo evento para o jornal. Enquanto isso, Natalie e George compartilham notícias inesperadas com os Carvers. |                                              |                  |                                |                         |
| 15 | "April Just Wants to Have Fun"               | Joanna Kerns     | Jeanne Leitenberg              | 09 de Fevereiro de 2015 |
| Beth organiza uma festa em casa e April perde o controle. Enquanto isso, Brenna se sente sozinha na escola, mas uma velha amiga propõe uma trégua para acabar com um inimigo em comum. |                                              |                  |                                |                         |
| 16 | "The Big Leagues"                            | Patrick Norris   | Susanna Fogel & Joni Lefkowitz | 16 de Fevereiro de 2015 |
| April recebe notícias muito bem-vindas da Dra. Hamburg, algo que agrada tanto a garota quanto Leo. No trabalho, ela descobre uma oportunidade de matéria com o jogador de beisebol Richie Miranda e enfrenta um dilema moral. |                                              |                  |                                |                         |
| 17 | "Model Behavior"                             | Steve Miner      | Alison Rymer                   | 23 de Fevereiro de 2015 |
| April sente as consequências de seu artigo mais recente, especialmente quando vira uma notícia nacional. Enquanto isso, Sara sente que sua mãe está escondendo algo e fica preocupada. |                                              |                  |                                |                         |
| 18 | "Rest in Peace"                              | Melanie Mayron   | Linda Burstyn                  | 02 de Março de 2015     |
| April entra em pânico após o retorno dos sintomas do câncer. Suas preocupações aumentam quanto à estabilidade de sua remissão. A busca desesperada por formas de aliviar sua ansiedade a leva a caminhos inesperados. |                                              |                  |                                |                         |
| 19 | "Life, Actually"                             | Janice Cooke     | Ann Cherkis                    | 09 de Março de 2015     |
| April e Beth organizam um encontro duplo para conhecer melhor os seus parceiros. Enquanto o mais recente romance de Sara está se tornando complicado, Dominic e Natalie se aproximam cada vez mais. |                                              |                  |                                |                         |
| 20 | "No News Is Bad News"                        | Joe Lazarov      | Susanna Fogel & Joni Lefkowitz | 16 de Março de 2015     |
| A competitividade aumenta no trabalho, o que coloca Danny e April um contra o outro. Ao mesmo tempo April se pergunta se vale a pena sacrificar tudo para ter sucesso na carreira. Natalie e Dominic decidem contar a April que estão juntos. |                                              |                  |                                |                         |
| 21 | "One Day"                                    | Wendey Stanzler  | Patrick Sean Smith             | 23 de Março de 2015     |
| April recebe más notícias, mas tenta permanecer forte pelas pessoas que ama. Enquanto isso, o jornal onde ela trabalha encara cortes. Brenna descobre que sua medula óssea poderia ajudar a salvar um paciente anônimo. |                                              |                  |                                |                         |

### Segunda temporada (2015)
| No. | Título                          | Dirigido por          | Escrito por                        | Exibição Original      |
| --- | ------------------------------- | --------------------- | ---------------------------------- | ---------------------- |
| 1 | "A View from the Ledge"         | Steve Miner           | Patrick Sean Smith                 | 06 de Julho de 2015    |
| Recentemente noiva e agora desempregada, April tenta aceitar sua nova realidade. Sempre uma pessoa que pensa no amanhã, ela decide não mais planejar o futuro, aproveitando apenas os momentos presentes com ajuda de sua amiga.                                  |                                 |                       |                                    |                        |
| 2 | "The Age of Consent"            | Charlie Stratton      | Susanna Fogel                      | 13 de Julho de 2015    |
| April está desfrutando seu novo estilo de vida, mas é forçada a canalizar a "antiga April" quando tem que tomar uma decisão importante sobre a sua saúde. Enquanto isso, Brenna encontra um lugar em que ela se encaixa em Charlton.                              |                                 |                       |                                    |                        |
| 3 | "Life of Brenna"                | Michael Grossman      | Joni Lefkowitz                     | 20 de Julho de 2015    |
| Ser um adolescente nunca é fácil, mas para Brenna é ainda mais difícil viver nas sombras de perfeita April. A única pessoa que ela sente que pode recorrer é Natalie, o que pode distanciar April e Brenna.                                                       |                                 |                       |                                    |                        |
| 4 | "Truly Madly Deeply"            | Patrick Norris        | Jeanne Leitenberg                  | 27 de Julho de 2015    |
| Sara sugere um teste para os noivos, April e Leo, que correm para resolver as coisas da cerimônia. Mas, as perguntas que deveriam servir para aproximá-los apenas revela que não estão sendo honestos. Brenna entra em problema relacionado à maluca ex de Margo. |                                 |                       |                                    |                        |
| 5 | "The Domino Effect"             | Wendey Stanzler       | Carrie Rosen                       | 03 de Agosto de 2015   |
| Chega a despedida de solteira de April, a qual reserva mais surpresas do que ela imagina. Leo se sente incomodado pela presença de Dominic. Brenna tenta ajudar seu novo amigo, mas acaba se atrapalhando.                                                        |                                 |                       |                                    |                        |
| 6 | "The Last W"                    | Janice Cooke          | Aaron Fullerton                    | 10 de Agosto de 2015   |
| O dia do casamento de April e Leo chegou, mas nada é tranquilo uma vez que os nervos estão à flor da pele. Enquanto isso, Dominic está incerto sobre como proceder ao se dar conta de que perderá April para sempre.                                              |                                 |                       |                                    |                        |
| 7 | "As Long As We Both Shall Live" | Susanna Fogel         | Joni Lefkowitz                     | 17 de Agosto de 2015   |
| Alguns conflitos surgem na casamento de April e Leo. Leo está bem no novo emprego e faz muitos planos par o futuro no trabalho e na sua vida com a April. Brenna não se sente apoiada pelo clube LGBT da escola.                                                  |                                 |                       |                                    |                        |
| 8 | "The Ghost in You"              | Lee Rose              | Aaron Fullerton                    | 24 de Agosto de 2015   |
| Não querendo lidar com as conseqüências de sua perda, April quer calar o mundo e todos nele. Enquanto isso, Brenna obtém bons conselhos de Finn. |                                 |                       |                                    |                        |
| 9 | "Wild Thing"                    | Joe Lazarov           | Jeanne Leitenberg                  | 31 de Agosto de 2015   |
| April decide usar sua herança para preencher o vazio de sua vida, gastando dinheiro consigo mesma e com entes queridos, e também comprando algumas coisas potencialmente perigosas. O curta-metragem de Brenna vai ao ar pela primeira vez.                       |                                 |                       |                                    |                        |
| 10 | "A Bottle of Secrets"           | Norman Buckley        | Jeffrey Stepakoff                  | 07 de Setembro de 2015 |
| Uma tempestade de inverno está se aproximando e a família se reúne para jogar alguns jogos, mas April quer brincar de detetive para que ela possa descobrir um segredo que George parece estar guardando.                                                         |                                 |                       |                                    |                        |
| 11 | "First Person"                  | Brandon Mastrippolito | Aaron Fullerton                    | 14 de Setembro de 2015 |
| April se encontra com um agente que dá conselhos sobre seu livro, mas ela se mostra hesitante em aceitar as coisas até que alguém a ajuda a ver as coisas por um prisma diferente. Enquanto isso, Brenna revela como ela realmente se sente sobre o pai.          |                                 |                       |                                    |                        |
| 12 | "Ready or Not"                  | Michael Lange         | Joni Lefkowitz                     | 21 de Setembro de 2015 |
| April decide passar um tempo com uma amiga durante a visita da garota a Boston — até descobrir o verdadeiro motivo de sua aparição. Enquanto isso, Beth se depara com um problema que ameaça tanto sua carreira quanto seu relacionamento.                        |                                 |                       |                                    |                        |
| 13 | "La Dolce Vita"                 | Steve Miner           | Patrick Sean Smith & Jared Frieder | 28 de Setembro de 2015 |
| Envolvida nos dramas familiares que a distraem e a levam a não fazer progresso com seu livro, April parte para Roma em busca de inspiração. Enquanto isso, Brenna recebe notícias devastadoras vindas de Finn.                                                    |                                 |                       |                                    |                        |